# Universidade Federal de Mato Grosso do Sul
Universidade Federal de Mato Grosso do Sul är ett universitet i Brasilien.   Det ligger i kommunen Campo Grande och delstaten Mato Grosso do Sul, i den södra delen av landet, 900 km sydväst om huvudstaden Brasília. 